# Aja (popolo dell'Africa occidentale)

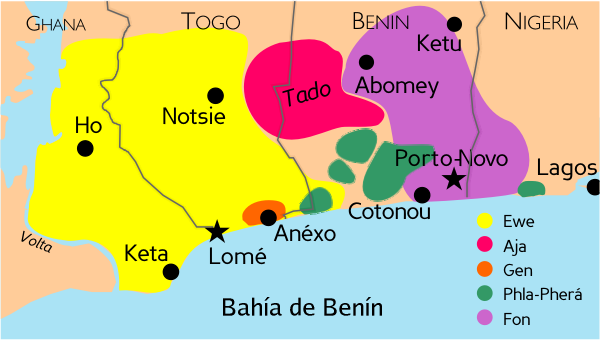
Distribuzione della lingua aja (rosso) e delle altre lingue gbe.

Gli Aja (o Adja) sono un popolo dell'Africa occidentale, che, oggigiorno vive soprattutto nel sud del Benin, del Togo e del Ghana. La loro lingua originale è l'aja, una delle lingue gbe.

## Storia
Gli Aja fondarono, intorno all´anno 1000, il primo reame di una certa importanza nell'area dell'attuale Togo meridionale, denominato Reame di Tado, che prosperò, dominando, soprattutto culturalmente, su di un territorio sempre più immenso, fino al XIX secolo. Nella sua età dell'oro, che può essere situata tra il XV ed il XVII secolo, il regno Aja di Tado entrerà a far parte di una confederazione che copriva uno spazio che andava dal Volta a Kouffo e dal mare ad Agbonou (Atakpamé) ed a Kambolé (Tchamba). Il gesuita spagnolo Alonzo de Sandoval lo descriveva nel 1627 come «un potente regno che si estende su un vasto territorio all'interno, con una zona costiera dove c'è un porto sicuro, governata da un nero chiamato Eminence ».
Il loro re veniva definito Anyigbãfio (Re della terra).